# Segestria fusca
Segestria fusca är en spindelart som beskrevs av Simon 1882. Segestria fusca ingår i släktet ormspindlar, och familjen sexögonspindlar. Inga underarter finns listade i Catalogue of Life.